# Clarysville (Maryland)
Clarysville es un lugar designado por el censo ubicado en el condado de Allegany en el estado estadounidense de Maryland. En el Censo de 2010 tenía una población de 73 habitantes y una densidad poblacional de 240,9 personas por km².

## Geografía
Clarysville se encuentra ubicado en las coordenadas 39°38′31″N 78°53′20″O / 39.64194, -78.88889. Según la Oficina del Censo de los Estados Unidos, Clarysville tiene una superficie total de 0.3 km², de la cual 0.3 km² corresponden a tierra firme y (0%) 0 km² es agua.

## Demografía
Según el censo de 2010, había 73 personas residiendo en Clarysville. La densidad de población era de 240,9 hab./km². De los 73 habitantes, Clarysville estaba compuesto por el 98.63% blancos, el 0% eran afroamericanos, el 0% eran amerindios, el 0% eran asiáticos, el 0% eran isleños del Pacífico, el 0% eran de otras razas y el 1.37% pertenecían a dos o más razas. Del total de la población el 0% eran hispanos o latinos de cualquier raza.